# Stokesdale
Stokesdale é uma cidade  localizada no estado norte-americano de Carolina do Norte, no Condado de Guilford.

## Demografia
Segundo o censo norte-americano de 2000, a sua população era de 3267 habitantes.
Em 2006, foi estimada uma população de 3627, um aumento de 360 (11.0%).

## Geografia
De acordo com o United States Census Bureau tem uma área de
50,5 km², dos quais 50,2 km² cobertos por terra e 0,3 km² cobertos por água.

## Localidades na vizinhança
O diagrama seguinte representa as localidades num raio de 20 km ao redor de Stokesdale.